# Heart of Midnight
Heart of Midnight es una película de 1988, conocida a menudo por el título Corazón de medianoche. Fue escrita y dirigida por Matthew Chapman y protagonizada por Jennifer Jason Leigh. La historia se centra en una joven con un pasado problemático que tiene problemas para afrontar la realidad de su nuevo entorno. La música original fue compuesta por Yanni y es una de sus primeras grabaciones importantes.

## Argumento
Carol (Jennifer Jason Leigh) es una joven que se recupera de un reciente (pero no primer) colapso nervioso. Acaba de heredar "Midnight", un club nocturno abandonado en un barrio de mala muerte, de parte de su misterioso tío recientemente fallecido, Fletcher (Sam Schacht). Carol se muda de la casa de su descuidada madre Batty (Brenda Vaccaro) al club nocturno, y comienza a renovarlo con la esperanza de volver a abrirlo pronto. Sin embargo, rápidamente descubre que las cosas no eran lo que parecían cuando encuentra una zona secreta del club que era usada como burdel para clientes con tendencias sexuales pervertidas. Carol se transforma en víctima de una violación cuando tres ladrones se meten en el club. Debido a su historial de problemas psicológicos, a la policía le es difícil creerle. Se hace amiga del teniente Sharpe (Peter Coyote), un detective que ha sido enviado a investigar y que parece creer su historia.

## Reparto y personajes
- Jennifer Jason Leigh - Carol Rivers
- Peter Coyote - Sharpe
- Brenda Vaccaro - Betty Rivers
- Sam Schacht - Uncle Fletcher
- Jack Hallett - Lawyer
- Nicholas Love - Tom
- James Rebhorn - Richard
- Tico Wells - Henry
- Steve Buscemi - Eddy
- Frank Stallone - Ledray
- Denise Dumont - Mariana